# Mistrzostwa Europy w Łyżwiarstwie Szybkim w Wielobojach 2017
114. Wielobojowe Mistrzostwa Europy w Łyżwiarstwie Szybkim 2017 – zawody w łyżwiarstwie szybkim, które odbyły się w dniach 6–8 stycznia 2017 roku w holenderskim Heerenveen. Kobiety startowały w zawodach tego cyklu po raz 42. Równocześnie po raz pierwszy rozegrano mistrzostwa Europy w wieloboju sprinterskim.
Tytułów mistrza Europy bronili: Holender Sven Kramer (zajął 1. miejsce) i Czeszka Martina Sáblíková (2. lokata). W wieloboju sprinterskim triumfowali Holender Kai Verbij i Czeszka Karolína Erbanová.

## Wyniki wieloboju

### Mężczyźni
| Pozycja | Zawodnik              | 500 m      | 5000 m       | 1500 m       | 10 000 m     | Suma pkt. | Strata |
| ------- | --------------------- | ---------- | ------------ | ------------ | ------------ | --------- | ------ |
| 01 !    | Sven Kramer           | 36.81 (8)  | 6:10.58 (1)  | 1:46.55 (2)  | 13:06.30 (1) | 148.699   |        |
| 02 !    | Jan Blokhuijsen       | 36.43 (2)  | 6:16.86 (2)  | 1:48.31 (7)  | 13:11.95 (2) | 149.816   | +1.12  |
| 03 !    | Bart Swings           | 37.33 (15) | 6:21.80 (5)  | 1:48.02 (5)  | 13:15.54 (3) | 151.293   | +2.60  |
| 4       | Sverre Lunde Pedersen | 36.73 (6)  | 6:20.17 (3)  | 1:48.14 (6)  | 13:42.81 (6) | 151.933   | +3.24  |
| 5       | Douwe de Vries        | 37.46 (16) | 6:23.00 (6)  | 1:48.75 (11) | 13:24.83 (4) | 152.251   | +3.56  |
| 6       | Andrea Giovannini     | 36.95 (10) | 6:21.78 (4)  | 1:49.82 (14) | 13:41.37 (5) | 152.802   | +4.11  |
| 7       | Dienis Juskow         | 36.44 (3)  | 6:26.89 (8)  | 1:46.54 (1)  | 14:04.07 (8) | 152.845   | +4.15  |
| 8       | Sindre Henriksen      | 36.30 (1)  | 6:35.76 (15) | 1:47.82 (3)  | 13:52.95 (7) | 153.463   | +4.77  |
| 9       | Nicola Tumolero       | 37.19 (13) | 6:29.78 (10) | 1:48.46 (9)  | –            | 112.321   | –      |
| 10      | Konrad Niedźwiedzki   | 36.50 (4)  | 6:42.89 (19) | 1:47.83 (4)  | –            | 112.756   | –      |

### Kobiety
| Pozycja | Zawodniczka        | 500 m      | 3000 m       | 1500 m       | 5000 m      | Suma pkt. | Strata |
| ------- | ------------------ | ---------- | ------------ | ------------ | ----------- | --------- | ------ |
| 01 !    | Ireen Wüst         | 39.26 (1)  | 4:03.93 (1)  | 1:56.57 (1)  | 7:03.54 (2) | 161.125   |        |
| 02 !    | Martina Sáblíková  | 40.18 (5)  | 4:04.73 (2)  | 1:58.72 (3)  | 6:57.47 (1) | 162.288   | +1.17  |
| 03 !    | Antoinette de Jong | 39.56 (2)  | 4:05.44 (3)  | 1:58.34 (2)  | 7:07.33 (4) | 162.645   | +1.52  |
| 4       | Yvonne Nauta       | 40.82 (13) | 4:07.32 (5)  | 1:59.06 (4)  | 7:05.41 (3) | 164.267   | +3.15  |
| 5       | Olga Graf          | 40.31 (7)  | 4:08.89 (6)  | 1:59.23 (6)  | 7:11.98 (5) | 164.732   | +3.61  |
| 6       | Claudia Pechstein  | 40.59 (9)  | 4:10.02 (7)  | 2:00.56 (9)  | 7:12.18 (6) | 165.664   | +4.54  |
| 7       | Natalia Czerwonka  | 39.85 (3)  | 4:12.66 (8)  | 1:59.17 (5)  | 7:23.87 (7) | 166.070   | +4.95  |
| 8       | Ida Njåtun         | 39.98 (4)  | 4:13.70 (10) | 1:59.77 (7)  | 7:27.47 (8) | 166.933   | +5.81  |
| 9       | Nikola Zdráhalová  | 40.26 (6)  | 4:15.86 (12) | 2:02.06 (11) | –           | 123.589   | –      |
| 10      | Katarzyna Woźniak  | 41.12 (14) | 4:14.31 (11) | 2:01.07 (10) | –           | 123.861   | –      |

## Wyniki wieloboju sprinterskiego

### Mężczyźni
| Pozycja | Zawodnik             | 500 m      | 1000 m       | 500 m      | 1000 m       | Suma pkt. | Strata |
| ------- | -------------------- | ---------- | ------------ | ---------- | ------------ | --------- | ------ |
| 01 !    | Kai Verbij           | 34.98 (4)  | 1:09.01 (2)  | 35.12 (2)  | 1:09.25 (3)  | 139.230   |        |
| 02 !    | Kjeld Nuis           | 35.49 (9)  | 1:08.77 (1)  | 35.40 (7)  | 1:08.85 (1)  | 139.700   | +0.47  |
| 03 !    | Nico Ihle            | 34.95 (3)  | 1:09.45 (4)  | 35.51 (8)  | 1:09.20 (2)  | 139.785   | +0.56  |
| 4       | Aleksiej Jesin       | 35.28 (7)  | 1:09.48 (5)  | 35.20 (3)  | 1:09.34 (4)  | 139.890   | +0.66  |
| 5       | Håvard H. Lorentzen  | 35.16 (6)  | 1:09.23 (3)  | 35.38 (6)  | 1:09.77 (6)  | 140.040   | +0.81  |
| 6       | Mika Poutala         | 35.10 (5)  | 1:10.51 (9)  | 35.27 (4)  | 1:09.45 (5)  | 140.350   | +1.12  |
| 7       | Ronald Mulder        | 34.87 (1)  | 1:10.46 (8)  | 35.08 (1)  | 1:10.38 (8)  | 140.370   | +1.14  |
| 8       | Piotr Michalski      | 35.41 (8)  | 1:10.34 (7)  | 35.54 (9)  | 1:10.93 (9)  | 141.585   | +2.36  |
| 9       | Espen Aarnes Hvammen | 35.54 (10) | 1:10.78 (10) | 35.30 (5)  | 1:11.00 (10) | 141.730   | +2.50  |
| 10      | Sebastian Kłosiński  | 35.93 (17) | 1:10.23 (6)  | 35.76 (12) | 1:09.85 (7)  | 141.730   | +2.50  |

### Kobiety
| Pozycja | Zawodniczka            | 500 m      | 1000 m       | 500 m      | 1000 m       | Suma pkt. | Strata |
| ------- | ---------------------- | ---------- | ------------ | ---------- | ------------ | --------- | ------ |
| 01 !    | Karolína Erbanová      | 38.23 (2)  | 1:15.69 (2)  | 38.19 (2)  | 1:15.83 (2)  | 152.180   |        |
| 02 !    | Jorien ter Mors        | 38.75 (4)  | 1:15.58 (1)  | 38.29 (3)  | 1:14.88 (1)  | 152.270   | +0.09  |
| 03 !    | Olga Fatkulina         | 38.16 (1)  | 1:16.15 (4)  | 38.07 (1)  | 1:16.46 (4)  | 152.535   | +0.36  |
| 4       | Marrit Leenstra        | 38.55 (3)  | 1:15.95 (3)  | 38.88 (7)  | 1:16.35 (3)  | 153.580   | +1.40  |
| 5       | Hege Bøkko             | 38.81 (5)  | 1:17.06 (8)  | 38.78 (5)  | 1:16.95 (6)  | 154.595   | +2.42  |
| 6       | Jekatierina Szychowa   | 38.95 (7)  | 1:16.37 (6)  | 38.91 (8)  | 1:17.22 (7)  | 154.655   | +2.48  |
| 7       | Sanneke de Neeling     | 39.14 (10) | 1:16.87 (7)  | 38.77 (4)  | 1:16.74 (5)  | 154.715   | +2.54  |
| 8       | Vanessa Herzog         | 38.97 (8)  | 1:18.51 (11) | 38.82 (6)  | 1:18.17 (9)  | 156.130   | +3.95  |
| 9       | Gabriele Hirschbichler | 38.93 (6)  | 1:18.22 (10) | 39.38 (10) | 1:18.80 (10) | 156.820   | +4.64  |
| 10      | Martine Ripsrud        | 39.39 (11) | 1:20.01 (14) | 39.27 (9)  | 1:19.87 (12) | 158.600   | +6.42  |